# 欧迪尼 (北部省)
欧迪尼（法語：Audignies，法語發音：[odiɲi]）是法国上法蘭西大區北部省的一个市镇，属于埃尔普河畔阿韦讷区。

## 地理
欧迪尼（50°17'13"N, 3°48'43"E）面积3.66 平方千米，位于法国上法蘭西大區北部省，该省份为法国最北部的省份及最长的省份，西北濒北海，西接加来海峡省，南至埃纳省和索姆省，东与比利时接壤。
与欧迪尼接壤的市镇（或旧市镇、城区）包括：巴韦、洛基尼奥勒、拉隆格维尔、梅基尼。

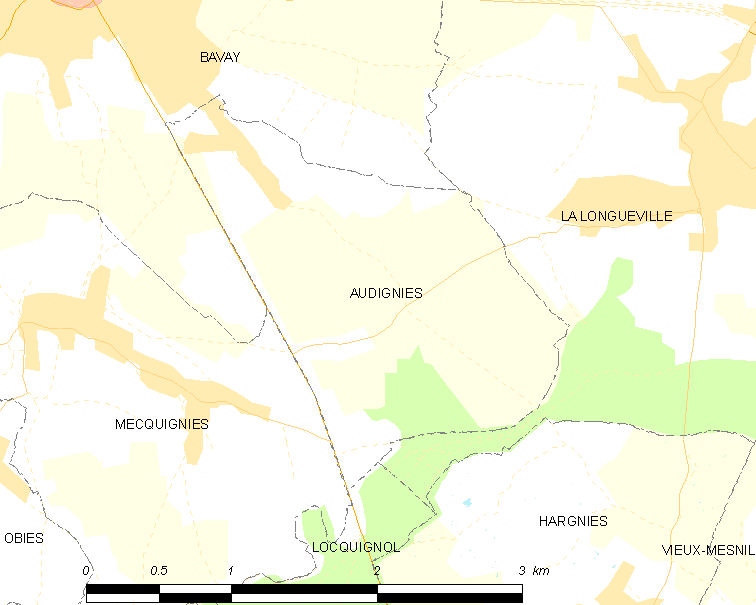
的OSM定位图

欧迪尼的时区为UTC+01:00、UTC+02:00（夏令时）。

## 行政
欧迪尼的邮政编码为59570，INSEE市镇编码为59031。

## 政治
欧迪尼所属的省级选区为欧努瓦-艾姆里县。

## 人口

1962-2008年间人口变化图示

欧迪尼于2022年1月1日时的人口数量为364人。